# Radøy
Radøy là một đô thị ở hạt Hordaland, Na Uy.